# Civettictis civetta
A civeta (Civettictis civetta) é um mamífero carnívoro, africano, da família dos viverrídeos, com até 90 cm de comprimento. A espécie possui uma pelagem negra com manchas brancas e glândulas anais que produzem uma secreção acre e oleosa, conhecida como almíscar, utilizada na confecção de perfumes. 
A civeta distribui-se por toda a África subsariana, com excepção da Somália. 

## Nomes comuns
Também é conhecida pelos seguintes nomes comuns: gato-de-algália, gato-almiscarado, gato-lagário (na Guiné-Bissau), lagaia (em São Tomé e Príncipe), zibeta, almiscareiro e algália (não confundir com o Moschus moschiferus, que consigo partilha estes últimos dois nomes).